# Adicella leda
Adicella leda is een schietmot uit de familie Leptoceridae. De soort komt voor in het Oriëntaals gebied.